# Jan van Buijtenen
Johannes Mattheus Wilhelm (Jan) van Buijtenen (Schiedam, 8 januari 1920 - Rozenburg, 19 januari 1976) was een Nederlands voetballer en trainer. Hij speelde zijn gehele carrière van zeventien jaar voor Hermes DVS uit Schiedam.

## Beginjaren
Hij groeide op als jeugdspeler bij Hermes DVS. Op zijn zeventiende maakte hij zijn debuut in het eerste elftal. Hij speelde meestal als linkshalf maar hij kon ook als centrumverdediger uit de voeten. Hermes DVS eindigde in de jaren veertig en vijftig vrijwel ieder seizoen in de top van de Eerste klasse, toen het hoogste niveau in Nederland.

## Na de oorlog
Vlak na de bevrijding werd hij uitverkozen voor het 
Nederlands voetbalelftal. Hij maakte zijn debuut als international op 10 maart 1946 in de met 2-6 gewonnen wedstrijd tegen Luxemburg. Faas Wilkes, die ook debuteerde, scoorde vier doelpunten.
Het was de eerste interland van Oranje na een onderbreking van zes jaar door de Tweede Wereldoorlog. Er stonden in Luxemburg liefst zes debutanten in de basis onder wie ook doelman Piet Kraak en Kees Rijvers. 
Het zou voor Van Buijtenen zijn enige interland blijven.
Hij zag de interland tegen Luxemburg niet als het hoogtepunt uit zijn loopbaan. Dat was de kampioenswedstrijd die hij met Hermes DVS op 11 mei 1952 speelde tegen Sparta. Beide clubs waren gelijk aan kop geëindigd in de Eerste klasse D. Daardoor was een beslissingsduel nodig. In stadion De Kuip won Hermes DVS met 2-1 van Sparta door treffers van Joop Heijster en Cock van der Tuijn.
De strijd om het landskampioenschap begon Hermes DVS een week later (18 mei) uitstekend met een 1-2 uitzege op Ajax. Jan van Buijtenen scoorde uit een strafschop het winnende doelpunt. Uiteindelijk finishte de Schiedamse club als tweede achter landskampioen Willem II.

## Boegbeeld
Jan van Buijtenen groeide als aanvoerder uit tot het boegbeeld van Hermes DVS. Ook was hij captain van het Rotterdams elftal.
Bij de invoering van het beroepsvoetbal in 1954 in Nederland stopte hij. Van Buijtenen speelde nog wel mee in de afgebroken competitie die van september tot half november 1954 duurde. Daarna werd hij jeugdtrainer bij Hermes DVS. 

## Verder als trainer
Xerxes was in 1956 zijn eerste club als hoofdtrainer. Daarna was hij bij Emma en DHC eveneens werkzaam in het profvoetbal.
Hij keerde in 1960 terug bij Xerxes dat zojuist was gedegradeerd uit de Tweede divisie A en terug moest naar het amateurvoetbal. De Rotterdamse club greep direct de titel in de Eerste klasse C en pakte ook het landskampioenschap.
Jan van Buijtenen vertrok op het hoogtepunt want Xerxes wilde een fulltime trainer in dienst nemen. Hij ging aan de slag bij ONA in Gouda.
Opvolger Jan Bens trad bij Xerxes in zijn voetsporen door opnieuw kampioen te worden in de Eerste klasse C. In de strijd om het landskampioenschap vond op 11 juni 1962 een incident plaats tijdens de rust in de uitwedstrijd tegen Vlissingen. Er ontstond een handgemeen tussen Bens en een bestuurslid van Xerxes. Een dag later stapte Bens op.
Zonder trainer dreigde Xerxes de landstitel mis te lopen. Daardoor deed het Xerxes-bestuur voor de laatste en beslissende wedstrijd tegen VV Standaard in Maastricht een beroep op Jan van Buijtenen. Met toestemming van ONA zat hij eenmalig op de Xerxes-bank en het 2-2 gelijkspel was voldoende voor de tweede nationale titel op rij. Xerxes kon zo weer terugkeren in het profvoetbal.

## Einde loopbaan
Jan van Buijtenen moest in september 1971 vanwege gezondheidsredenen stoppen als trainer. Hij was met zijn club Excelsior Maassluis nog wel aan de voorbereiding op het nieuwe seizoen begonnen.
Hij overleed op 56-jarige leeftijd in januari 1976 in Rozenburg. Hij werd begraven op begraafplaats Molenweg in Rozenburg.
Hij was getrouwd op 6 mei 1942. Zijn zoon Freddy voetbalde begin jaren zestig enkele seizoenen voor Hermes DVS.

## Carrièrestatistieken
| Seizoen | Club       | Land      | Competitie                   | Competitie | Competitie | Beker | Beker | Internationaal | Internationaal | Overig | Overig | Totaal | Totaal |
| Seizoen | Club       | Land      | Competitie                   | Wed.       | Dlp.       | Wed.  | Dlp.  | Wed.           | Dlp.           | Wed.   | Dlp.   | Wed.   | Dlp.   |
| ------- | ---------- | --------- | ---------------------------- | ---------- | ---------- | ----- | ----- | -------------- | -------------- | ------ | ------ | ------ | ------ |
| 1943/44 | Hermes DVS | Nederland | Eerste klasse West I         | ?          | 7          | –     | 0     | 0              | 0              | 0      | 0      | ?      | 7      |
| 1945/46 | Hermes DVS | Nederland | Eerste klasse West I         | ?          | 1          | –     | 0     | 0              | 0              | 0      | 0      | ?      | 1      |
| 1946/47 | Hermes DVS | Nederland | Eerste klasse West I         | ?          | 2          | –     | 0     | 0              | 0              | 0      | 0      | ?      | 2      |
| 1947/48 | Hermes DVS | Nederland | Eerste klasse West I         | ?          | 1          | –     | 0     | 0              | 0              | 0      | 0      | ?      | 1      |
| 1948/49 | Hermes DVS | Nederland | Eerste klasse West II        | ?          | 1          | –     | 0     | 0              | 0              | 0      | 0      | ?      | 1      |
| 1949/50 | Hermes DVS | Nederland | Eerste klasse West I         | 17         | 2          | –     | 0     | 0              | 0              | 0      | 0      | 17     | 2      |
| 1950/51 | Hermes DVS | Nederland | Eerste klasse C              | 22         | 0          | –     | 0     | 0              | 0              | 0      | 0      | 22     | 0      |
| 1951/52 | Hermes DVS | Nederland | Eerste klasse D              | 26         | 2          | –     | 0     | 0              | 0              | 6      | 1      | 32     | 3      |
| 1952/53 | Hermes DVS | Nederland | Eerste klasse D              | 23         | 1          | –     | 0     | 0              | 0              | 0      | 0      | 23     | 1      |
| 1953/54 | Hermes DVS | Nederland | Eerste klasse D              | 16         | 2          | –     | 0     | 0              | 0              | 0      | 0      | 16     | 2      |
| 1954/55 | Hermes DVS | Nederland | Eerste klasse C (Afgebroken) | 9          | 0          | –     | 0     | 0              | 0              | 0      | 0      | 9      | 0      |
| Totaal  | Totaal     | Totaal    | Totaal                       | –          | 19         | –     | 0     | 0              | 0              | 6      | 1      | –      | 20     |